# Baikonur Qysylorda
Baikonur Qysylorda (kasachisch Байқоңыр Футбол Клубы, russisch Футбольный клуб «Байконур») war ein kasachischer Fußballverein aus Qysylorda.

## Geschichte
Gegründet wurde der Verein 2014 als Qaisar-Schas.
Der Verein spielte von 2015 bis 2022 in der Ersten Liga, der zweithöchsten Spielklasse von Kasachstan. Im Februar 2023 wurde die Auflösung des Vereins bekanntgegeben.

## Erfolge
- 5. Platz Ersten Liga: 2017

## Stadion
Der Verein trug seine Heimspiele im 7.000 Zuschauer fassenden Ghani-Muratbajew-Stadium aus.

## Trainer
- Erlan Šojtimow (2017)